# 브렌트 코리건
브렌트 코리건(Brent Corrigan)은 1986년 10월 31일에 태어난 미국의 모델, 배우, 그리고 포르노 스타이다. 보통 브렌트 코리건(Brent Corrigan)으로 알려져 있지만, 본명은 숀 폴 록하트(Sean Paul Lockhart)이다. 다른 가명으로 폭스 라이더(Fox Ryder)를 사용하기도 한다.

## 생애와 경력

### 개요
코리건은 포르노 경력을 2004년 코브라 비디오에서 시작했다. 《Every Poolboy's Dream》이라는 제목의 작품에서 젊은 모델로서. 그는 코브라의 가장 유명한 배우가 되었는데, 콘돔 없이 촬영한 영화들이 높은 평가를 받았으며 높은 매출고를 올렸다. 코리건의 배우 경력은 다양한 섹스 체위로 특징 지어지는데, 정액 삼키기, 애닐링구스, 그리고 두 개의 성기를 넣는 항문 성교 등이 대표적이다. 코브라 비디오 사상 처음으로 행해졌으며, 이러한 체위는 체이스 매켄지(Chase McKenzie), 그리고 브렌트 에버렛과 함께 했다. 2005년 9월 코리건은 소송에 휘말리게 된다. 그 내용은 그가 신분 증명을 속였다는 것으로 첫 작품이 만들어질 때 나이가 법적으로 미달이었다는 것을 문제 삼는 것이었다. 판결은 큰 논란을 일으켰는데, 아동 포르노라는 문제로 그의 많은 작품들이 유통경로에서 배제되는 결과를 낳았다. 그 합법성 문제는 코리건과 코브라 비디오 사이에서도 계속되는 문제가 되었으며 심지어 팬들 사이에서도 논쟁이 되고 있다. 코리건과 코브라 비디오는 각자 ‘공식’ 웹사이트를 만들어서 배우를 발굴하고 있다고 한다. 현재 코리건은 자신의 단독 회사를 만들어서 작업을 계속하고 있으며, 여가 시간에는 저작활동을 하는 것으로 알려져 있다.

### 어린 시절
코리건은 아이다호주 루이스턴에서 태어났다. 그는 시애틀에서 양부의 손에 컸으며, 어머니와 함께 살기 위해 2004년에 샌디에이고로 이사했다. 그는 자신의 친아버지를 만난 적이 없다고 한다. 그는 "내가 이사를 하자고 고집했던 이유는 내가 영화에 관심이 많기 때문이란 것이었다. 나는 창작을 하고 싶었고, 나는 예술 같은 것에 큰 관심을 가지고 있었다. 나는 어딘가에서 예술을 한다면, 남부 캘리포니아가 좋겠다는 생각을 가지고 있었다. 그것이 바로 여기로 온 가장 큰 동기랄까. 그래서 나는 여기서 고등학교를 2년 다니고, 전문 교육을 받고나서 UCLA나 다른 비슷한 학위를 얻겠노라 생각했다."라고 말했다. 샌디에이고로 이사 온 후 그의 생활은 어머니에게 심하게 통제를 당했으며, 어머니는 그가 좀 더 스스로를 잘 관리할 것을 강요했다. 16세에 그는 그가 ‘타락한 사회 모습’이라고 언급한 세계로 인도한 연상의 남자와 만나기 시작했고, 데이트를 하곤 했다고 말했다. 그는 "(내 남자친구는) 나를 16세가 접해서는 안 될 생활로 밀어 넣었다. 그는 그저 최악의 영향만을 나에게 주었다. 그러나 그때 게이는 다 그러는 것이라고 생각을 했다. 나는 대부분의 게이 커뮤니티가 마약을 하지 않으며, 서로 나쁜 영향을 주고받지 않는다는 것을 몰랐다. 심지어 나는 게이들끼리 서로 돌보는 문화가 있다는 것도 몰랐던 것이다."라고 말했다.

### 미성년자 시절 비디오 촬영 논란

#### 배경
이에 대해 코리건은 17살 생일 이전의 일이고 상술한 그의 남자친구가 코브라 비디오의 제작자와 접촉해 그의 알몸으로 자는 웹캠 영상을 코브라 비디오에 넘긴 것이라고 말했다. 브렌트 코리건은 자신이 코브라 비디오와 일하기 위한 가짜 신분증명서를 얻는데 동의했다고 말했다. 그는 인터뷰에서 말하길 16살에 그는 자신이 모든 걸 다 안다고 믿었다고 했다. 그는 또한 남친이 이 바닥에서는 미성년 배우들이 언제나 가짜 신분증명서를 쓴다고 말해서 그 말을 신뢰했으며 그게 잘못이라는 사실을 전혀 몰랐다고 말했다. 어쨌든 그는 2004년에 코브라 비디오로 두 편의 영상을 촬영하러 갔다. 대부분의 장면들은 콘돔 없는 애널 섹스 장면인데, 다만 코리건과 브렌트 에버렛이 함께 등장하는 장면만은 예외로 코리건이 바텀을 할 때 콘돔이 쓰였다. 이 촬영들에서 나온 장면들은 4개의 비디오에 나뉘었다. 이 비디오들은 비평을 받기도 했으나 상업적으로 성공했으며, 지속적으로 코브라 비디오의 최고 인기상품이라는 평가를 받았다. 이 장면들이 촬영되는 동안 코리건은 코브라 비디오의 사장이었던 브라이언 코시스(Bryan Kocis)와 깊은 관계를 갖게 되었으며 이 관계는 성적인 것까지 발전했다고 말했다. 코리건은 그런 성적인 관계를 지속하지 않으면 사업관계도 끝장이 날까봐 두려웠다고 말했다.

#### 사건의 적발과 결과

##### 브렌트 코리건의 진술
브렌트 코리건의 변호사는 공식적으로 코브라 비디오에서 찍은 몇몇 비디오에서 브렌트 코리건이 연령 미달이었음을 2005년에 인정하였다. 연이어 2005년 11월 AVN.com 기사에서 브렌트 코리건은 그가 가짜 신분증명서를 포르노 회사에 들어가기 위해 얻었고, 초기의 장면들을 촬영했을 때 자신이 17살이었음을 밝혔다. 2006년 7~8월판 "GaywebMonkey"지의 인터뷰에서 브렌트 코리건은 몇 번이나 그가 명백히 그가 미성년임을 제작자에게 말하였을 때, 제작자들은 전혀 그러한 이야기에 관심이 없었고. 적발에 대한 걱정도 없었다고 말했다. 그는 “(코브라 비디오의 제작자들)은 설사 내가 미성년이거나 혹은 비디오를 찍을 때 미성년이라 하더라도 어차피 자기들이 책임질 게 아니라 내가 책임을 질 거라고 분명히 말했다.”라고 하였다. 브렌트 코리건은 또한 코브라 비디오의 제작자들은 그 적발사건 이후에 자신에게 E 메일을 보내어 “배신자는 적절하게 대가를 치를 것이다.”고 말했으며 그가 소송을 당하고, 곤욕을 겪을 것이며, 재정적으로 파산할 것이라고 말했다고 하였다.

##### 업계의 반응
2005년 8월, NGO인 "the Association of Sites Advocating Child Protection(ASACP)"와 "the Free Speech Coalition(FSC)"은 기관지에서 브렌트 코리건의 진술을 반복하였다. 이 기관지에서 두 단체는 문제가 확실히 정해질 때까지 이들 비디오는 판매가 중단되어야 된다고 말하였다. 많은 관할에서 아동포르노로 문제시 될 가능성이 있었기 때문이었다. 2005년 9월 13일, 이 문제된 장면이 실린 4개의 코브라 비디오는 코브라 비디오 자신에 의하여 자발적으로 유통사인 "Pacific Sun Entertainment"의 유통망에서 빼내졌다. 문제가 된 미성년 때의 장면에 대하여 어떠한 기소나 형사 제소가 없었음에도 불구하고 이 논쟁의 중심이 된 타이틀들은 2007년을 기준으로 공식 채널에서 더 이상 판매되지 않는다.

##### 코브라 비디오의 대응
"Adult Video News"의 기사를 인용하면 코브라 비디오의 주장은 브렌트 코리건의 미성년 사실을 몰랐으며, 주에서 발행한 신분증명서에 록하트가 1985년에 태어났음을 분명하게 표시하는 자료가 제공되었다는 것이다. 이 기사는 코브라 비디오의 주장을 좀 더 인용하여 “로커트 씨의 변호사에게 했었던 로커트 씨에 대한 신분증명 요청은 모두 거절당했다.”고 주장했다.

##### 소송
성명 발표와 이후 이어진 문제제기가 있은 후 브렌트 코리건과 그의 사업 파트너들은 캘리포니아 샌디에고의 연방법원에서 코브라 비디오(유한회사)에 의하여 제소 당하게 된다. 제소 이유는 상표 위반, 사이버공간에서의 도용, 계약 위반, 그리고 기타 위에서 논쟁된 문제들을 이유로 하는 것이었다. 이 소송은 100만 달러의 손해배상을 내용으로 하는 것인데 또한 브렌트 코리건으로 하여금 "브렌트 코리건"이라는 이름을 사용할 수 없게 하는 내용도 포함되어 있었다. 원고의 주장에 따르자면 이 이름은 상표법에 의하여 보호되었으며, 지금도 마찬가지라는 것이었다. "Kocis"(사장)와 브렌트 코리건은 이 법적 논쟁에 있어서 2007년 1월 25일에 보내진 문서에 의해서 합의에 도달했던 것으로 알려졌다. 마지막 심문은 2007년 2월 21일에 예정되어 있었다.

### 근황

#### 성인 사이트
코리건은 새로운 블로그와 개인 웹사이트인 "BrentCorriganINC.com"을 운영하고 있다. 이 웹 사이트는 2007년 6월에 열렸는데, 코리건은 이 웹사이트를 그가 예전에 운영했던 사이트와 차별화를 두고 개장하였다. 그는 "여기서 여러분들은 모든 것을 얻으실 수 있어요. 이제 여러분들은 옛날 "BrentCorriganOnline.com"을 전혀 방문하실 필요가 없습니다. 전 과거의 더러운 것들과는 손을 씻었고, 저는 여러분들도 그러시길 바랍니다. 나는 도둑들에게 코리건이 없는 "BrentCorriganOnline.com"은 아무것도 아니라는 것을 증명하고 싶어요. 전 예전 사이트의 방문자수가 폭락해서 사이트가 거지꼴이 되고 다시는 회복하지 못하는 걸 보고 싶어요. 저는 여러분의 도움이 있다면 성공할 거라 생각해요."라고 말하면서 자신의 옛 사이트와 지금의 사이트에 대하여 방문자들에게 자기 주관을 밝힌 바 있다. 코리건은 그의 옛 공식 사이트 "BrentCorriganOnline.com"의 웹블로그를 유지하고 있었다. 그는 그 소유의 성인비디오 회사를 설립했는데, 코브라 비디오는 "Brentcorriganxxx.com"이라는 또 다른 사이트를 만들었다. 이 사이트는 코리건의 2004년 이후 작품의 영상과 사진을 무료로 다운로드 받을 수 있게 했다. 그의 말로는 이러한 웹블로그가 그를 성인비디오 산업의 최연소 제작자로 만들어주었다고 한다. 2006년 10월 8일 과거 코리건의 블로그는 그의 개인, 성인, 유료 사이트인 "BrentCorriganOnline.com"의 시작을 알렸었다. 그 내용은 유료사이트로의 링크와, 정식 개장이 연기되는 것에 대한 이야기나, 유료 사이트 출범을 축하하는 비디오를 포함하는 것이었다. 또 여기서 거의 웹마스터인 제러미 카슨(Jeremy Carrson)이 그의 두 번째 사업파트너임이 밝혀졌다. 2006년 10월 11일 브렌트 코리건은 또 주장하길, 이 사이트의 정식 개장이 연기되는 것은 그가 계약한 온라인 광고회사 때문인데, 코브라 비디오의 압력에 의하여 원래의 광고계약을 취소했기 때문이라고 밝혔다.

#### 포르노 영상
코리건은 팰컨 스튜디오(Falcon Studio)에서도 일을 했는데 2006년에 발매된 <<The Velvet Mafia>>가 바로 그것이다. 동일한 시기 코브라 비디오는 그들의 최신 코리건 영상인 <<Take It Like a Bitch Boy>>를 출시하였다. 코리건은 몇몇 비 포르노 영화에도 출연하였다. 그는 짧은 비 포르노 영화인 <<Tell Me>>에 작은 배역으로 출연하였고, '숀 록하트'로서 락 뮤지컬인 <<Didn't This Used to Be Fun>>에서 공동출연을 하기도 하였다. 그리고 비 포르노 작품으로 호러 단편영화였던 <<In The Closet>>에서 배역을 맡기도 하였다. 그는 인어 "Stan" 역을 2008년 영화 <<Another Gay Sequel : Gay Gone Wild>>에서 맡았다. 그리고 거스 밴샌트 감독의 "Harvey Milk"의 생애를 다룬 <밀크>에서 전화연락망의 일원으로 나왔다. 그는 또한 2009년에 나온 비 포르노, 게이 시대극인 Judas Kiss에 출연예정이다. 거기서 그의 배역은 아직 알려져 있지 않다. 코리건은 텔레비전 시리즈인 <<The life of Ryan>>에서 라이언 역으로 캐스트되었다. 이 방송은 심야 티비 시리즈로 어린 게이 학생인 라이언의 삶과 사랑을 다루는 내용이다. 2009년 샌프란시스코에서 열린 GayVN에서 포르노 감독인 마이클 루커스(Michael Lucas)는 코리건의 수상식 참여를 반대하였다. 그 후 그는 코리건의 남자친구를 육체적인 협박을 이유로 고소하고 경찰에 서류를 제출하였으나, 별다른 소송이 일어나지는 않았다.

#### 코브라 비디오의 사장, 코시스의 죽음
코브라 비디오의 오너인 브라이언 코시스가 "Pennsylvania Luzeme County"의 집에서 2007년 1월 24일 주검으로 발견된다. 경찰은 그의 목이 베어져 있었으며 그는 28번 칼에 찔렸고, 그의 집은 살인을 숨기기 위해 불이 놓아져 있었다. 캘리포니아에서 코리건의 변호사 존 예이츠는 그의 코리건이 경찰 조사를 받은 몇 사람 중 하나였으며, 브렌트 코리건은 ‘완전히’ 경찰 조사에 협조적이었다고 말하였다. 예이츠는 후에 코리건은 코시스가 그 날 만난 사람에 대한 정보를 알고 있었으며, 그들은 경찰에 이야기하기 전에 적절한 형사전문 변호사를 찾고 있었다고 말했다. 경찰은 ‘용의자’로 지목된 사람을 찾았다. 2007년 5월 15일 버지니아 해안 경비원과 경쟁 게이포르노 제작자인 할로 콰드라(Harlow Cuadra)와 조지프 케레케스(Joseph Kerekes) 두 사람을 코시스의 살인 혐의로 고발되었다. 당국은 두 사람이 코시스를 브렌트 코리건을 그들의 성인 영화회사에서 일하게 할 목적으로 살해했다고 주장했다. 펜실베이니아 경찰과, 코시스 살인을 조사한 관계당국은 코리건 자신은 자신을 그 회사에 넣기 위해 코시스를 두 사람이 살해까지 할 거라고는 전혀 몰랐다고 생각했다. 2008년 12월 8일 조지프 케레케스는 브라이언 코시스의 살인혐의로 유죄가 선고되어 가석방 없는 종신형에 처해졌다. 이는 그의 탄원에 의해 사형 가능성에서 감형된 것이었다.
할로 콰드라 재판은 2009년 2월 17일에 배심이 시작되었고, 본심이 2009년 2월 24일에 시작하였다. 2009년 2월 27일 "Sean Lockhart"(브렌트 코리건)은 기소측에서 증언하였다. 2009년 3월 12일 목요일에 콰드라는 유죄가 인정되어 코시스에 대한 1급 살인죄가 적용되었다. 2009년 3월 16일 콰드라는 가석방 없는 종신형에 처해졌는데, 2009년 4월 7일 항소하였다.

## 주요 출연작

### 포르노 출연작

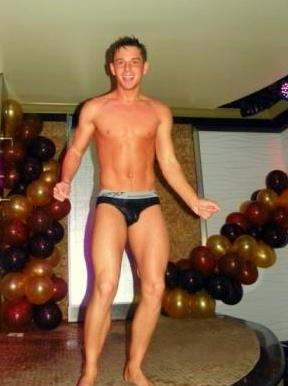
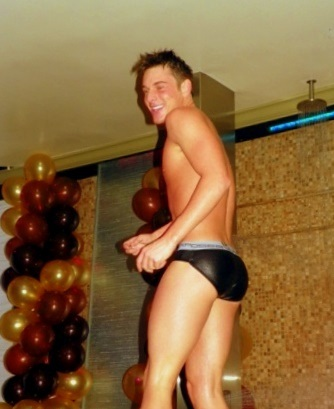
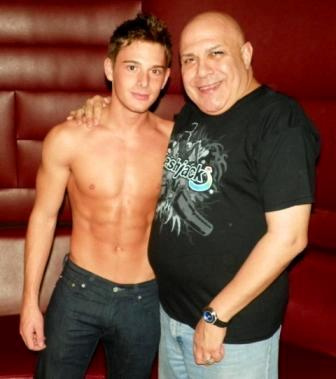
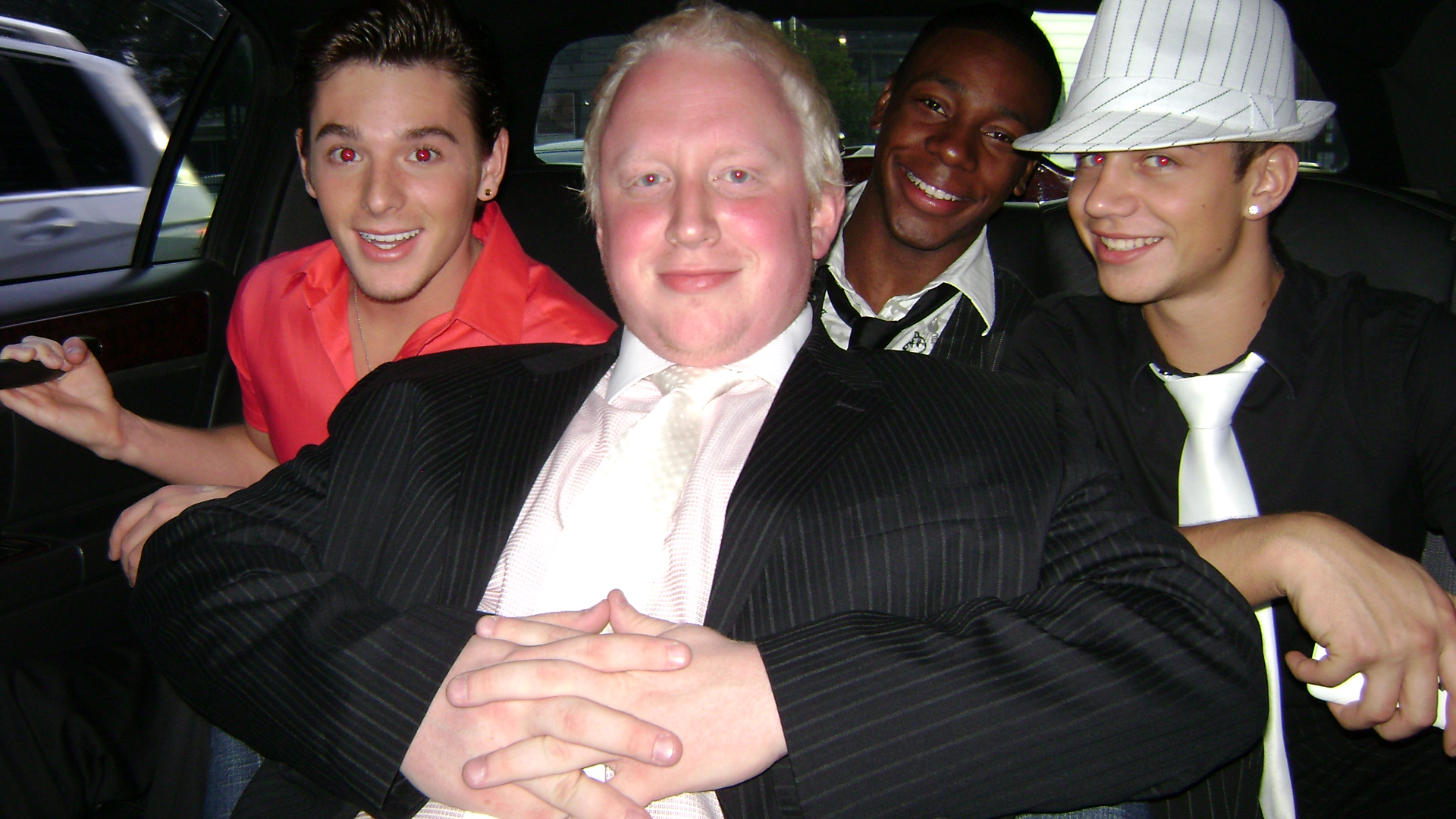
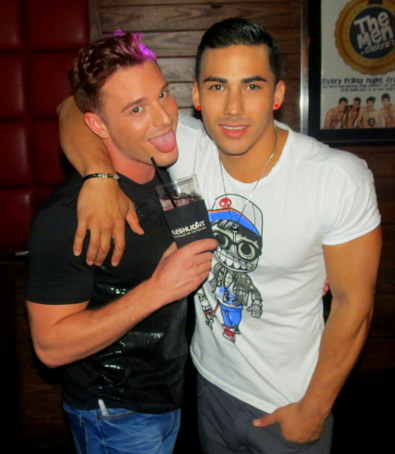
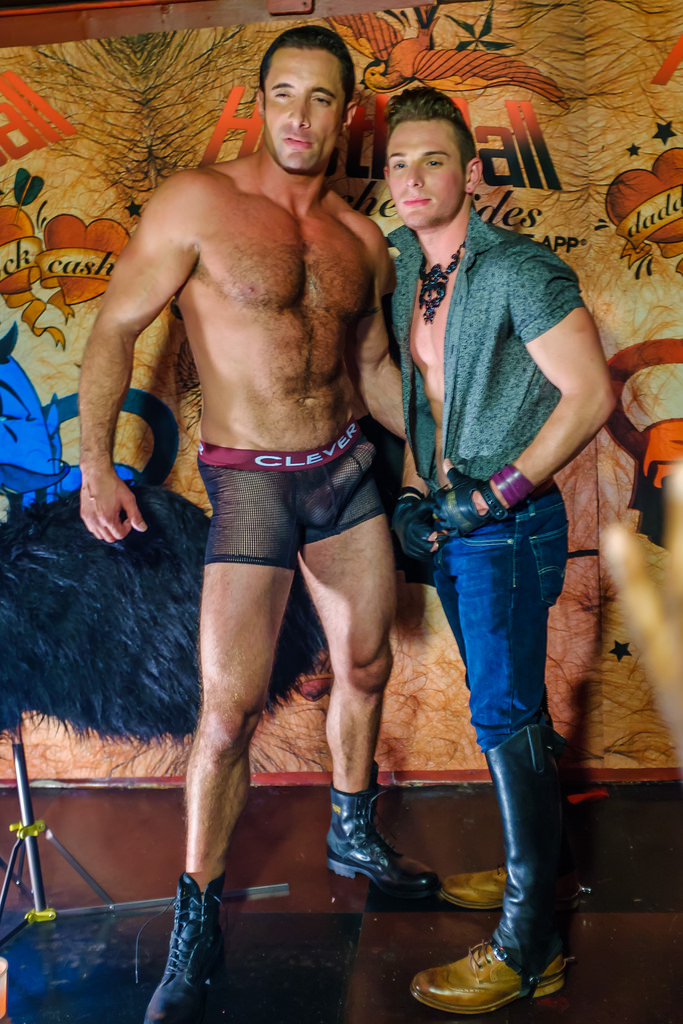

- <<Every Poolboy's Dream>> (2004)
- <<Schoolboy Crush>> (2004)
- <<Bareboned Twinks>> (2004)
- <<Cream BBoys>> (2005)
- <<Naughty Boys Toys>> (2005)
- <<Fuck Me Raw>> (2006)
- <<Take It Like a Bitch Boy>> (2006)
- <<The Velvet Mafia Parts 1 and 2 (credited as "Fox Ryder")>> (2006)
- <<The Porne Ultimatum>> (2008)
- <<Brent Corrigan's Summit>> (2008)
- <<Drafted 3>> (2008)
- <<Just the Sex>> (2008)
- <<Just the Sex 2>> (2009)
- <<The Porne Identity>> (2009)
- <<Brent Corrigan's Big Easy>> (2009)

### 비 포르노 출연작
- <<Tell Me>> (2007)
- <<Didn't This Used to Be Fun>> (2007)
- <<Another Gay Sequel: Gays Gone Wild!>> (2008)
- <<In the Closet>> (2008)
- <<Milk>> (2008)
- <<The Big Gay Musical>> (2009)
- <<Sister Mary>> (2009)
- <<Life of Ryan>> (2009)
- <<Judas Kiss>> (2010)